# Danh sách vùng đô thị châu Âu
Danh sách này liệt kê các vùng đô thị của châu Âu dựa theo các nghiên cứu riêng rẽ của ESPON, Eurostat, Liên Hợp Quốc, OECD và "CityPopulation Studies", do đó có thể thiếu sót vài vùng đô thị như Genoa của Italia.

## Các vùng đô thị
| Tên vùng đô thị                       | Quốc gia     | ESPON 1.4.3 | Urban Audit       | UN WUP     | OECD       | Citypopulation.de |
| ------------------------------------- | ------------ | ----------- | ----------------- | ---------- | ---------- | ----------------- |
| Amsterdam metropolitan area           | Hà Lan       | 2.497.000   | 1.443.258 (2004)  | 1.049.000  | 7.500.000  | 1.970.000         |
| Antwerp                               | Bỉ           | 1.406.000   | 938.904           | 965.000    | No data    | Not listed        |
| Athens                                | Hy Lạp       | 3.761.000   | 4.013.368 (2004)  | 3.257.000  | 3.900.000  | 3.775.000         |
| Barcelona metropolitan area           | Tây Ban Nha  | 4.082.000   | 4.440.629         | 5.083.000  | 4.900.000  | 4.500.000         |
| Belgrade                              | Serbia       | No data     | No data           | 1.617.000  | No data    | 1.750.000         |
| Berlin                                | Đức          | 4.016.000   | 5.025.272         | 3.450.000  | 6.000.000  | 4.325.000         |
| Bremen                                | Đức          | 1.077.000   | 1.247.139         | Not listed | No data    | Not listed        |
| Greater Bristol                       | Anh          | 1.041.000   | 1.071.000         | Not listed | No data    | Not listed        |
| Brussels-Capital Region               | Bỉ           | 2.639.000   | 1.885.319         | 1.904.000  | 3.800.000  | 1.910.000         |
| Bucharest metropolitan area           | România      | 2.064.000   | 2.176.117         | 1.934.000  | No data    | 2.075.000         |
| Budapest metropolitan area            | Hungary      | 2.523.000   | 2.475.737         | 1.706.000  | 2.800.000  | 2.525.000         |
| Cardiff and South Wales valleys       | Anh          | 1.097.000   | 861.400           | Not listed | No data    | Not listed        |
| Copenhagen metropolitan area          | Đan Mạch     | 1.881.000   | 1.822.569 (2004)  | 1.186.000  | 2.400.000  | 1.420.000         |
| Donetsk                               | Ukraina      | No data     | No data           | 966.000    | No data    | 1.450.000         |
| Dnipropetrovsk                        | Ukraina      | No data     | No data           | 1.004.000  | No data    | 1.360.000         |
| Dublin Metropolitan Area              | Ireland      | 1.477.000   | 1.534.426 (2004)  | 1.274.000  | 1.800.000  | 1.100.000         |
| Frankfurt/Rhine-Main Region           | Đức          | 2.764.000   | 2.531.970         | Not listed | 5.600.000  | 1.940.000         |
| Greater Glasgow                       | Anh          | 1.395.000   | 1.755.300         | 1.170.000  | No data    | 1.430.000         |
| The Hague                             | Hà Lan       | 1.404.000   | 978.161 (2004)    | Not listed | 7.500.000  | 2.900.000         |
| Hamburg Metropolitan Region           | Đức          | 2.983.000   | 3.187.338         | 1.786.000  | 4.600.000  | 2.625.000         |
| Helsinki Metropolitan Area            | Phần Lan     | 1.285.000   | 1.279.685         | 1.115.000  | 1.800.000  | 1.120.000         |
| Istanbul                              | Thổ Nhĩ Kỳ   | No data     | 11.044.642 (2004) | 10.525.000 | 11.400.000 | 13.000.000        |
| Katowice metropolitan area            | Ba Lan       | 3.029.000   | 2.710.397 (2004)  | 3.069.000  | No data    | 2.450.000         |
| Kazan                                 | Nga          | No data     | No data           | 1.140.000  | No data    | 1.140.000         |
| Kharkiv                               | Ukraina      | No data     | No data           | 1.453.000  | No data    | 1.590.000         |
| Kiev metropolitan area                | Ukraina      | No data     | No data           | 2.805.000  | No data    | 3.225.000         |
| Kraków metropolitan area              | Ba Lan       | 1.236.000   | 1.276.438         | 756.000    | 2.100.000  | Not listed        |
| West Yorkshire (Bradford & Leeds)     | Anh          | 2.302.000   | 2.393.300 (2004)  | 1.547.000  | 2.100.000  | 2.250.000         |
| Lille-Kortrijk-Tournai                | Pháp/ · Bỉ   | 1.379.000   | 1.223.173 (2004)  | 1.033.000  | 2.600.000  | 1.240.000         |
| Lisbon Metropolitan Area              | Bồ Đào Nha   | 2.591.000   | 2.467.484         | 2.824.000  | 2.700.000  | 2.575.000         |
| Liverpool                             | Anh          | 2.241.000   | 1.350.200         | 819.000    | No data    | 1.350.000         |
| Łódź                                  | Ba Lan       | 1.165.000   | 1.139.405         | Not listed | No data    | Not listed        |
| Greater London                        | Anh          | 13.709.000  | 12.317.800        | 8.631.000  | 7.400.000  | 12.500.000        |
| Lyon                                  | Pháp         | 1.669.000   | 1.748.271 (2004)  | 1.468.000  | 1.600.000  | 1.470.000         |
| Madrid metropolitan area              | Tây Ban Nha  | 5.263.000   | 6.271.638         | 5.851.000  | 5.600.000  | 6.500.000         |
| Greater Manchester                    | Anh Quốc     | 2.556.000   | 2.580.000         | 2.253.000  | 2.500.000  | 2.625.000         |
| Marseille                             | Pháp         | 1.530.000   | No data           | 1.469.000  | No data    | 1.470.000         |
| Milan metropolitan area               | Ý            | 4.136.000   | 3.076.643         | 3.115.392  | 7.400.000  | 4.575.000         |
| Minsk                                 | Belarus      | No data     | No data           | 1.852.000  | No data    | 1.860.000         |
| Moscow metropolitan area              | Nga          | No data     | No data           | 10.550.000 | No data    | 14.800.000        |
| Munich                                | Đức          | 2.665.000   | 2.644.807         | 1.349.000  | 6.100.000  | 2.025.000         |
| Naples metropolitan area              | Ý            | 2.905.000   | 2.239.330         | 2.276.000  | 3.100.000  | 4.150.000         |
| Nice                                  | Pháp         | 1.082.000   | No data           | 941.000    | No data    | No data           |
| Nizhniy Novgorod                      | Nga          | No data     | No data           | 1.267.000  | No data    | 1.760.000         |
| Nottingham-Derby                      | Anh          | 1.534.000   | 856.900           | Not listed | No data    | Not listed        |
| Nuremberg                             | Đức          | 1.443.000   | 1.299.016         | Not listed | No data    | 1.060.000         |
| Odessa                                | Ukraina      | No data     | No data           | 1.009.000  | No data    | 1.070.000         |
| Greater Oslo                          | Na Uy        | 1.037.000   | 1.162.255         | 888.000    | 1.700.000  | Not listed        |
| Paris metropolitan area               | Pháp         | 11.175.000  | 11.532.409 (2004) | 10.485.000 | 11.200.000 | 10.500.000        |
| Perm                                  | Nga          | No data     | No data           | 982.000    | No data    | 1.040.000         |
| Greater Metropolitan Area of Porto    | Bồ Đào Nha   | 1.245.000   | 1.109.990         | 1.355.000  | No data    | 1.240.000         |
| Portsmouth-Southampton                | Anh          | 1.547.000   | 506.800           | Not listed | No data    | Not listed        |
| Prague                                | Cộng hòa Séc | 1.669.000   | 2.099.282         | 1.162.000  | 2.300.000  | 1.390.000         |
| Rhein-Nord (Düsseldorf-Neuss)         | Đức          | 3.073.000   | 1.527.018         | Not listed | 13.400.000 | 1.220.000         |
| Rhein-Süd (Cologne/Bonn Region)       | Đức          | 3.070.000   | 1.898.438         | 1.001.000  | 13.400.000 | 1.900.000         |
| Riga                                  | Latvia       | 1.195.000   | 1.003.949 (2004)  | Not listed | No data    | Not listed        |
| Rome metropolitan area                | Ý            | 3.190.000   | 3.695.148         | 3.362.000  | 3.700.000  | 3.300.000         |
| Rostov-on-Don                         | Nga          | No data     | No data           | 1.046.000  | No data    | 1.190.000         |
| Rotterdam                             | Hà Lan       | 1.904.000   | 1.186.818 (2004)  | 1.010.000  | 7.500.000  | 2.900.000         |
| Ruhr area (Essen – Bochum – Dortmund) | Đức          | 5.376.000   | 5.203.100         | Not listed | 13.400.000 | 4.650.000         |
| Saarbrücken - Forbach                 | Đức/ · Pháp  | 1.102.000   | 832.617           | Not listed | No data    | Not listed        |
| Saint Petersburg                      | Nga          | No data     | No data           | 4.575.000  | No data    | 4.775.000         |
| Samara                                | Nga          | No data     | No data           | 1.131.000  | No data    | 1.270.000         |
| Saratov                               | Nga          | No data     | No data           | 822.000    | No data    | 1.070.000         |
| Sevilla                               | Tây Ban Nha  | 1.180.000   | 1.307.097         | Not listed | No data    | 1.340.000         |
| Sofia                                 | Bulgaria     | 1.174.000   | 1.334.782         | 1.196.000  | No data    | 1.260.000         |
| Metropolitan Stockholm                | Thụy Điển    | 2.171.000   | 1.981.263         | 1.285.000  | 2.200.000  | 2.075.000         |
| South Yorkshire (Sheffield)           | Anh          | 1.569.000   | 1.308.600         | Not listed | No data    | 1.330.000         |
| Stuttgart Metropolitan Region         | Đức          | 2.289.000   | 2.674.527         | Not listed | 2.700.000  | 1.980.000         |
| Thessaloniki Metropolitan Area        | Hy Lạp       | 1.052.000   | 995.766 (2004)    | 837.000    | No data    | Not listed        |
| Turin metropolitan area               | Ý            | 1.601.000   | 1.773.747         | 1.665.000  | 2.200.000  | 1.690.000         |
| Newcastle-Sunderland                  | Anh          | 1.599.000   | 1.067.400         | 891.000    | No data    | 1.110.000         |
| Ufa                                   | Nga          | No data     | No data           | 1.023.000  | No data    | 1.040.000         |
| Valencia                              | Tây Ban Nha  | 1.398.000   | 1.670.682         | 814.000    | 2.300.000  | 1.780.000         |
| Viên                                  | Áo           | 2.584.000   | 2.285.988         | 1.706.000  | 2.200.000  | 2.025.000         |
| Volgograd                             | Nga          | No data     | No data           | 977.000    | No data    | 1.360.000         |
| Warsaw metropolitan area              | Ba Lan       | 2.785.000   | 2.726.829         | 1.712.000  | 3.000.000  | 2.225.000         |
| West Midlands (Birmingham)            | Anh          | 3.683.000   | 2.401.900         | 2.302.000  | 2.600.000  | 2.650.000         |
| Zagreb                                | Croatia      | 1.107.115   | No data           | Not listed | No data    | Not listed        |
| Zürich metropolitan area              | Thụy Sĩ      | 1.615.000   | 1.160.687         | 1.150.000  | 2.500.000  | 1.180.000         |

## Các vùng đô thị đa trung tâm
(Europe without Commonwealth of Independent States và Thổ Nhĩ Kỳ)
| Rank | Area                                  | State                | Population |
| ---- | ------------------------------------- | -------------------- | ---------- |
| 1    | Luân Đôn                              | Anh Quốc             | 13,709,000 |
| 2    | Rhine-Ruhr                            | Đức                  | 12,190,000 |
| 3    | Paris                                 | Pháp                 | 11,175,000 |
| 4    | Randstad                              | Hà Lan               | 6,787,000  |
| 5    | Milan                                 | Ý                    | 5,963,000  |
| 6    | Katowice (Silesian metropolitan area) | Ba Lan/ Cộng hòa Séc | 5,294,000  |
| 7    | Madrid                                | Tây Ban Nha          | 5,263,000  |
| 8    | Flemish Diamond                       | Bỉ                   | 5,103,000  |
| 9    | Barcelona                             | Tây Ban Nha          | 4,251,000  |
| 10   | Frankfurt Rhine-Main                  | Đức                  | 4,149,000  |
| 11   | Napoli polycentric metropolitan area  | Ý                    | 3,714,000  |
| 12   | Viên-Bratislava                       | Áo/ Slovakia         | 3,368,000  |
| 13   | Munich-Augsburg                       | Đức                  | 3,271,000  |
| 14   | Lille-Kortrijk-Tournai                | Pháp/ Bỉ             | 3,115,000  |
| 15   | Liege-Aachen-Heerlen                  | Bỉ/ Đức/ Hà Lan      | 3,060,000  |